# Dácio Campos

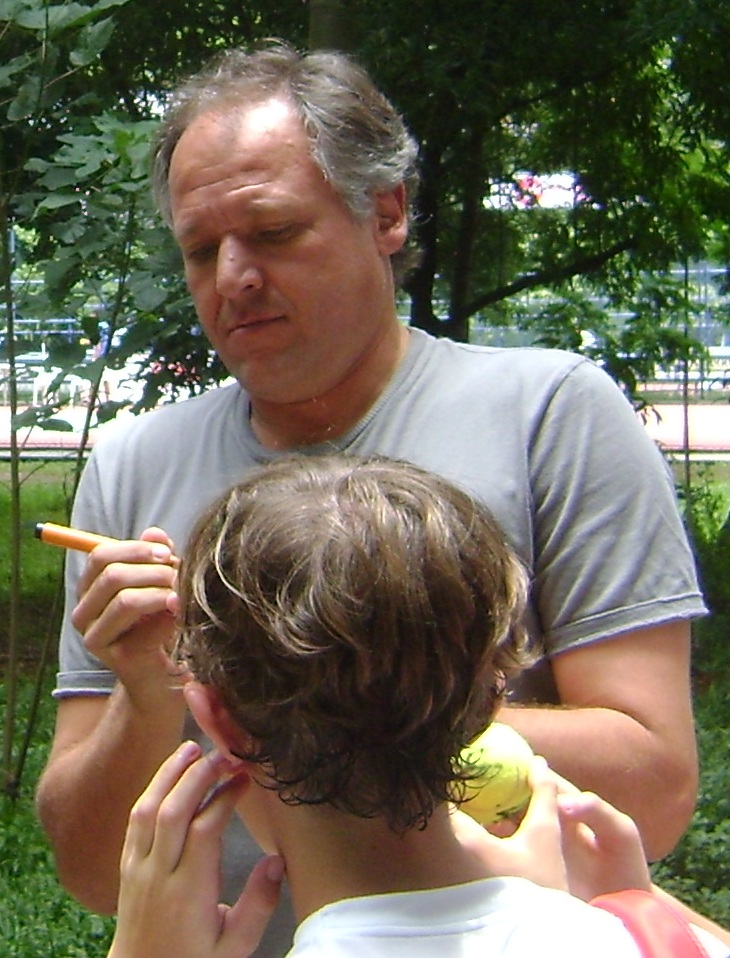
Dácio Campos no Aberto de São Paulo de Tênis de 2011

Dácio Campos, (Piracicaba, 18 de dezembro de 1963), é um ex-tenista brasileiro e ex-comentarista de tênis no Canal a cabo SporTV.

## Biografia
Jogou o torneio universitário norte-americano como juvenil.
Sua melhor colocação foi em 1985, quando chegou a 107° do mundo. Em duplas, jogando ao lado principalmente de Ricardo Acioly, chegou a número 82° do mundo.
Também acumulou jogos pela Copa Davis defendendo o Brasil.
É muito conhecido como ex-comentarista de tênis no canal SporTV, onde trabalhou por mais de 20 anos (ele deixou o canal no início de 2017). Em dezembro de 2018, ele foi condenado em primeira instância a quatro anos de prisão por supostos desvios de verbas da Lei do Incentivo ao Esporte na época do Grand Champions Brasil, realizado em maio de 2011; porém, a pena foi revertida para a prestação de serviços comunitários e o pagamento de um salário mínimo por mês a uma entidade pública ou privada com destinação social.